# Inspekcja Higieny Przemysłu Mięsnego i Mleczarskiego
Inspekcja Higieny Przemysłu Mięsnego i Mleczarskiego – centralna jednostka organizacyjna rządu istniejąca w latach 1953–1954, mająca na celu zabezpieczenie właściwego wykonywanie przepisów sanitarnych i weterynaryjnych w produkcji, składowaniu i transporcie w zakładach resortu przemysłu mięsnego i mleczarskiego.

## Działalność
Na podstawie uchwały Rady Ministrów z 1953 r. w sprawie powołania Inspekcji Higieny Przemysłu Mięsnego i Mleczarskiego ustanowiono Inspekcję. Inspekcja podlegała Ministrowi Przemysłu Mięsnego i Mleczarskiego.
Do zakresu działania Inspekcji należało:
- bieżąca kontrola przestrzegania przepisów sanitarnych i weterynaryjnych i wykonywania zarządzeń organów służb: sanitarnej i weterynaryjnej oraz przedstawianie kierownictwu zakładu wniosków dotyczących usuwania zauważonych usterek,
- bieżąca kontrola sanitarna surowców i materiałów pomocniczych stosowanych w produkcji oraz półwyrobów i wyrobów gotowych,
- określanie możliwości zużycia surowców, półwyrobów i wyrobów gotowych nie nadających się do przerobu lub spożycia,
- określanie zgodnie z obowiązującymi przepisami potrzeb zakładów w zakresie urządzeń sanitarnych i środków potrzebnych do utrzymania należytego stanu sanitarnego oraz czystości,
- opracowywanie do projektów planów gospodarczych, finansowych i inwestycyjnych wniosków dotyczących zagadnień sanitarnych,
- czuwanie nad realizacją zatwierdzonych planów na odcinku zagadnień sanitarnych,
- czuwanie nad przestrzeganiem wymagań sanitarnych przy projektowaniu, budowie, remoncie lub adaptacji obiektów,
- wnioskowanie w ustalaniu norm odzieży ochronnej oraz kontrolowanie jej stosowania,
- czuwanie nad przestrzeganiem przez pracowników higieny osobistej,
- czuwanie nad przestrzeganiem wstępnych i okresowych badań lekarskich pracowników oraz nad niedopuszczaniem do pracy osób, które w myśl obowiązujących przepisów nie powinny być zatrudnione przy danym rodzaju pracy,
- nadzór nad organizowaniem prac porządkowo-sanitarnych oraz prac związanych z utrzymaniem czystości w pomieszczeniach i urządzeniach zakładów produkcyjnych, w magazynach i środkach transportu,
- współdziałanie w szkoleniu pracowników w zakresie sanitarnym i weterynaryjnym zgodnie z programem ustalonym w porozumieniu z organami służb sanitarnej i weterynaryjnej,
- zgłaszanie organom służb sanitarnej i weterynaryjnej zagadnień, które powinny być uregulowane w drodze wydania odpowiednich przepisów,
- przedstawianie Ministrowi Przemysłu Mięsnego i Mleczarskiego okresowych sprawozdań oraz ocen stanu sanitarnego w zakładach.

Organami Inspekcji byli:
- Główny Inspektor Higieny,
- delegatury Inspekcji.

Organy Inspekcji składały kierownictwu zakładu wnioski dotyczące usunięcia stwierdzonych usterek, a w przypadku gdy zwłoka w usunięciu tych usterek groziła niebezpieczeństwem dla zdrowia ludzkiego lub rozszerzeniem się chorób zwierzęcych, wydawano doraźne zarządzenia.
Na podstawie uchwały Rady Ministrów z 1954 r. w sprawie powołania Inspekcja Higieny i Jakości Mleka i Mięsa zniesiono Inspekcję.